# Ligamento suspensorio del cristalino
El ligamento suspensorio del cristalino, también conocido como zónula de Zinn, zónula ciliar, fibras zonulares o zónula, es una trama compleja de fibrillas, que cada una de las cuales mide aproximadamente de 70 a 80 nm de diámetro agrupadas en haces con un diámetro de 4-50 µm. La zónula está constituida por mucopolisacáridos carbohidratos-proteínas no colágenas y por complejos de glucoproteínas secretados por el epitelio ciliar. Las fibras de la zónula son fibras elásticas con elastina y se considera que su grado de elasticidad es mucho mayor que el de la cápsula del cristalino. Su función principal es estabilizar el cristalino y facilitar la acomodación. Debido a que la zónula no es un tejido continuo sino que está constituido por fibras, también permite el paso del líquido desde la cámara posterior por detrás del iris hasta la cámara vítrea. 
Las fibras se unen por un extremo a la zona más externa del cristalino (la cápsula) y por el otro a una parte del ojo que se llama cuerpo ciliar, estos filamentos forman una compleja estructura tridimensional y poseen una gran capacidad de distensión sin llegar a romperse. 
En el cuerpo ciliar existe un pequeño músculo que se denomina músculo ciliar, la contracción del músculo ciliar hace que se relajen las fibras que constituyen el ligamento suspensorio y como consecuencia el cristalino cambia de forma y se hace más esférico, aumentando su capacidad de refracción para poder enfocar objetos cercanos.
En resumen la contracción muscular es necesaria a través del mecanismo señalado para que el cristalino cambie de forma y poder visualizar correctamente objetos cercanos, este es el motivo por el cual la lectura de un libro cansa más los ojos que la contemplación de objetos distantes.
Las alteraciones en el ligamento suspensorio del cristalino que ocurre en algunas enfermedades, como en el síndrome de Marfan tienen como consecuencia que la posición del cristalino se descentre (subluxación del cristalino) lo cual conduce a alteraciones de la visión que pueden ser severas.